# Абдулла, Мухаммед Саид
Мухаммед Саид Абдулла или Абдуллах (суахили Muhammed Said Abdulla; 25 апреля 1918 — март 1991) — занзибарский танзанийский писатель на языке суахили, которого часто считают пионером популярной литературы на суахили.

## Жизнь
Мухаммед Саид Абдулла родился в мусульманской семье в историческом городе Макундучи в современном районе Кусини региона Южная Унгуджа на Занзибаре. Среднее образование он получил в миссионерской школе, а после её окончания в 1938 году устроился инспектором в Департаменте гражданского здравоохранения штата. Там он работал редактором бюллетеня на языке суахили (Swahili Bulletin) Министерства сельского хозяйства. Абдулла занялся журналистикой и в 1948 году стал редактором газеты «Занзибари» (Zanzibari). Позже он стал помощником редактора журналов «Аль-Фалак» (Al-Falaq), «Африка Квету» (Afrika Kwetu) и «Аль-Махда» (Al Mahda). С 1958 года и до выхода на пенсию в 1968 году занимал должность редактора сельскохозяйственного журнала «Мкулима» (Mkulima).
В 1958 году его художественное произведение «Mzimu wa Watu wa Kale» («Святилище предков») получило высшую награду на конкурсе рассказов на языке суахили, организованном Восточноафриканским литературным бюро; в 1960 году произведение было опубликовано в виде романа. Книга отличалась отходом от традиций народных сказок, которые были популярны в литературе суахили того времени. В этом романе впервые появляется Бвана Мса — детективный персонаж, присутствующий в большинстве его последующих работ. Сюжеты поздних романов Абдуллы становились всё более сложными и изощрёнными. В таких сюжетах главному герою, чтобы разрешить конфликт, обычно приходится бороться с невежеством и суевериями.

## Работы
- Святилище предков (Mzimu wa Watu wa Kale), 1960.
- Колодец Джининги (Kisima cha Giningi), 1968.
- Есть люди в мире (Duniani Kuna Watu), 1973.
- Тайна нуля (Siri ya Sifuri), 1974
- Одна жена, три мужа (Mke Mmoja Waume Watatu), 1975.
- О ребенке дьявола позаботятся (Mwana wa Yungi Hulewa), 1976.
- Ошибка Бвана Мса (Kosa la Bwana Msa), 1984.